# Kanton Le Mans-Nord-Campagne
Kanton Mans-Nord-Campagne is een voormalig kanton van het Franse departement Sarthe. Kanton Mans-Nord-Campagne maakte deel uit van het arrondissement Le Mans en telde 20.435 inwoners (1999). Het werd opgeheven bij decreet van 24 februari 2014 met uitwerking op 22 maart 2015.

## Gemeenten
Het kanton Le Mans-Nord-Campagne omvatte volgende gemeenten:
- Coulaines
- Le Mans (deels, hoofdplaats)
- Neuville-sur-Sarthe
- Saint-Pavace